# Fukushima Masanori
Fukushima Masanori (福島正則?   1561-1624) fue un samurái y daimyō japonés de finales del período Sengoku a comienzos del periodo Edo de la historia de Japón. Fue uno de los sirvientes de Toyotomi Hideyoshi y peleó en la Batalla de Shizugatake de 1583, donde fue reconocido como una de las “Siete Lanzas de Shizugatake”.

## Orígenes
Masanori nació en la provincia de Owari, hijo de Fukushima Masanobu. Su primera participación en un conflicto bélico fue durante el Asedio de Miki en la provincia de Harima, seguido de la Batalla de Yamasaki, después de la cual se le concedió un estipendio de 500 koku.

## Reconocimiento como una de las “Siete Lanzas de Shizugatake”
Durante la batalla de Shizugatake de 1583 (parte del periodo Azuchi-Momoyama), Masanori tuvo el honor de cortar la primera cabeza de un general enemigo (Ogasato Ieyoshi) por lo que recibió un incremento de su estipendio hasta la cantidad de 5,000 koku, mientras que los otros 6 recibieron cada quien 3,000 koku.

## Campañas enCorea
Masanori tomó parte en muchas de las campañas de Hideyoshi en, pero fue hasta después de la expedición a Kyūshū que se convirtió en daimyō, al recibir un han de 110,000 koku en la provincia de Iyo. Poco después participó en las invasiones a Corea, donde poco después recibió distinciones por su participación en la Batalla de Ch'ungju.

## Años Posteriores
Después de su participación en la invasión a Corea, Masanori propició la ejecución de Toyotomi Hidetsugu. Dirigió 10,000 hombres en 1595 hacia el Templo Seigan en el Monte Koya, y esperó hasta que Hidetsugu cometiera seppuku, con lo que recibió 90,000 koku de incremento en su estipendio, además del han que había pertenecido a Hidetsugu en Kiyosu, en la Provincia de Owari.
Masamori se unió al bando de Tokugawa Ieyasu durante la Batalla de Sekigahara con lo que aseguró la posesión de sus dominios, los cuales más tarde perderían sus descendientes al volverse hatamoto al servicio del shogunato Tokugawa.